# Bogdan Petriceicu Hasdeu

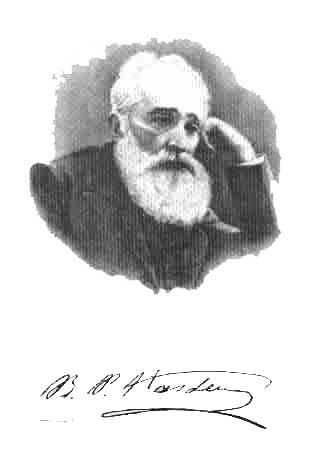
Bogdan Petriceicu Hasdeu

Bogdan Petriceicu Hasdeu (ur. 16 lutego 1836, zm. 7 września 1907 r.) – był rumuńskim pisarzem i filologiem. Zapoczątkował wiele gałęzi rumuńskiej filologii i historii.